# Championnat d'Europe féminin de football 1995
Navigation
Euro 1993 Euro 1997
Le championnat d'Europe féminin de football 1995 s'est déroulé entre le 15 août 1993 et le 26 mars 1995. Il s'agit de la 6e édition du Championnat d'Europe féminin de football organisé par l'UEFA qui se tient tous les deux ans.
Ce championnat d'Europe 1995 ne comprenait pas de tournoi final. Il partage cette particularité avec la toute première édition (1982-1984) qui n'avait pas non plus de phase finale proprement dite. La principale différence se situe au niveau de la finale, disputée en matchs aller et retour en 1984, alors qu'elle s'est jouée sur un match unique pour conclure l'édition de 1995.
L'équipe d'Allemagne remporte pour la troisième fois le trophée en s'imposant en finale face à l'équipe de Suède sur le score de 3 à 2.
Cette édition a servi également d'éliminatoires pour la Coupe du monde 1995 : l'équipe championne était en effet directement qualifiée pour le mondial disputé plus tard dans l'année.

## Phase préliminaire de groupes
Vingt-neuf équipes sont engagées dans la compétition. La phase préliminaire comprend huit groupes où les équipes se rencontrent par matchs aller et retour. Seuls les vainqueurs de groupe sont qualifiés pour la phase à élimination directe par matchs aller-retour qui commence par les quarts de finale puis enchaîne sur les demi-finales.

### Équipes qualifiées à l'issue de la phase préliminaire
Les huit quarts-de-finalistes sont les suivants :
| Allemagne Angleterre Danemark Islande | Italie Norvège Russie Suède |

## Quarts de finale
Les matchs aller se sont déroulés les 9 et 15 octobre 1994, les matchs retour les 27, 29 et 30 octobre 1994.
| Nation   | Aller | Total | Retour | Nation     |
| -------- | ----- | ----- | ------ | ---------- |
| Islande  | 1-2   | 2-4   | 1-2    | Angleterre |
| Russie   | 0-1   | 0-5   | 0-4    | Allemagne  |
| Danemark | 2-0   | 2-3   | 0-3    | Suède      |
| Italie   | 1-3   | 3-7   | 2-4    | Norvège    |

## Demi-finales
Les matchs aller se sont déroulés les 11 décembre 1994 et le 26 février 1995, les matchs retour le 23 février et le 5 mars 1995.
| Nation     | Aller | Total | Retour | Nation    |
| ---------- | ----- | ----- | ------ | --------- |
| Angleterre | 1-4   | 2-6   | 1-2    | Allemagne |
| Norvège    | 4-3   | 5-7   | 1-4    | Suède     |

Note : dans ses statistiques globales de l'Euro féminin, l'UEFA inclut les demi-finales et finale de cette édition particulière dans les chiffres des tournois finaux.

## Finale
La finale du Championnat d'Europe féminin 1995 entre l'Allemagne et la Suède est disputée le 26 mars 1995 au stade Fritz-Walter-Stadion à Kaiserslautern, l'équipe allemande ayant l'avantage de jouer à domicile.
|  | Finale    |   |  |
|  |           |   |  |
|  | Suède     | 2 |  |
|  | Allemagne | 3 |  |

| Finale       | Allemagne | 3 - 2   | Suède | Fritz-Walter-Stadion - Kaiserslautern, Allemagne |                                            |
| 26 mars 1995 | Meinert 32e · Prinz 64e · Wiegmann 85e | (1 - 1) | 6e Andersson · 89e Andelén | Spectateurs : 8 500 Arbitrage : Ilkka Koho       | Spectateurs : 8 500 Arbitrage : Ilkka Koho |
| 26 mars 1995 | Manuela Goller - Ursula Lohn, Anouschka Bernhard, Birgitt Austermühl, Heidi Mohr - Maren Meinert, Bettina Wiegmann, Silvia Neid, Martina Voss ( 90e Pia Wunderlich) - Dagmar Polhmann, Patricia Brocker ( 62e Birgit Prinz) · Entraîneur : Gero Bisanz | Équipes | Elisabeth Leidinge – Annika Nessvold, Asa Jakobsson, Pia Sundhage, Kristin Bengtsson – Anneli Olsson ( 59e Sofia Johansson), Malin Andersson, Eva Zeikfalvy, Malin Lundgren, Ulrika Kalte – Anneli Andelén, Lena Videkull · Entraîneur : Bengt Simonsson | Spectateurs : 8 500 Arbitrage : Ilkka Koho       | Spectateurs : 8 500 Arbitrage : Ilkka Koho |